# Viking: Battle for Asgard
Viking: Battle for Asgard är ett datorspel utvecklat av Creative Assembly och utgivet av Sega för Playstation 3 och Xbox 360. Det släpptes i mars 2008.